# Felipe de Neve

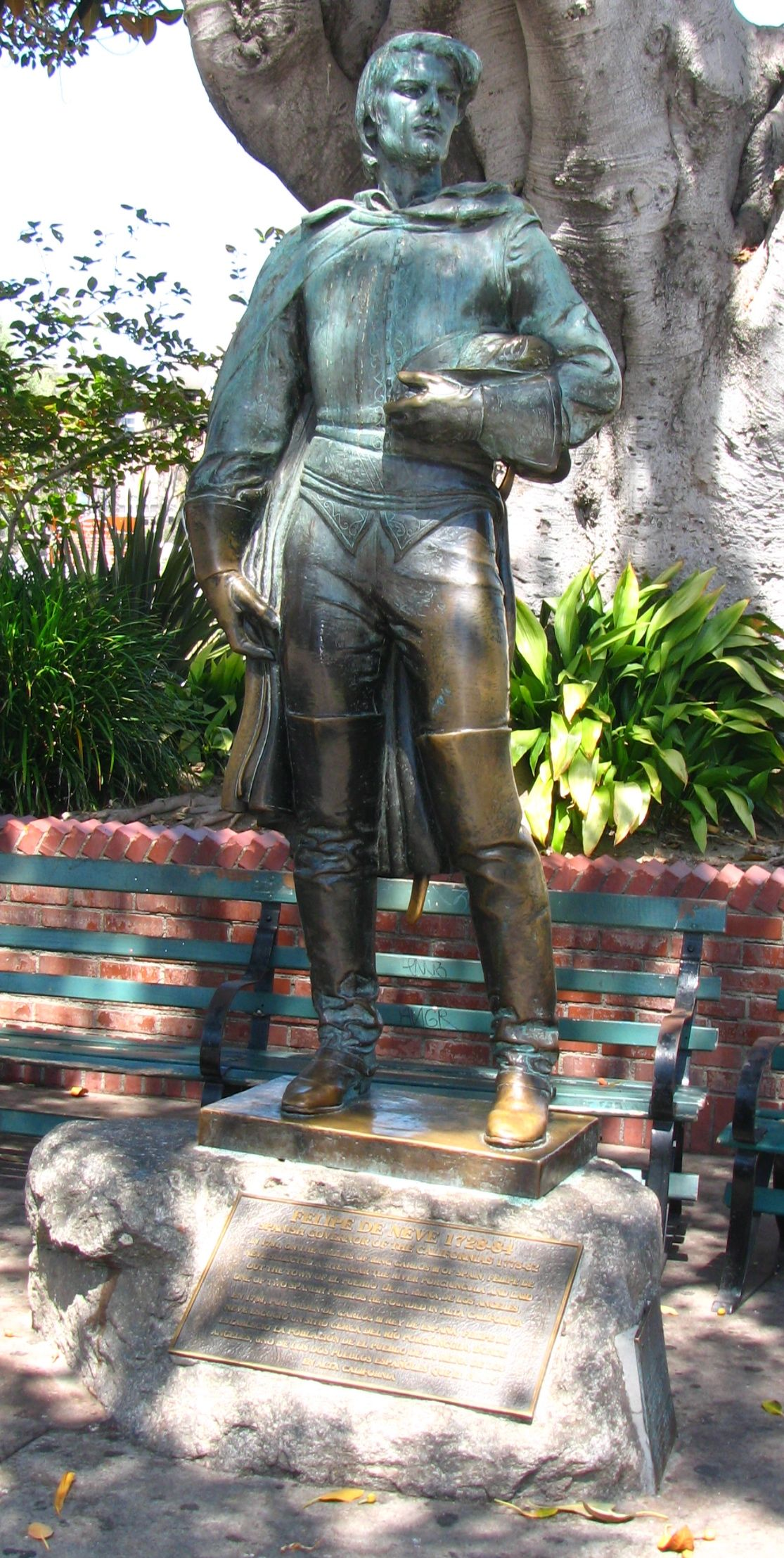
Monumento a Felipe de Neve a Los Angeles

Felipe de Neve (Bailén, 1724 – Coahuila, 17 giugno 1784) fu un governatore spagnolo di Las Californias, un'area che comprendeva l'odierna California (USA), la Bassa California (Messico) e la Bassa California del Sud (Messico). Il suo mandato di governatore durò dal 1777 al 1782. Fu anche uno dei fondatori della città di Los Angeles.

## Biografia
Fu durante la sua amministrazione che al tenente José Joaquín Moraga fu concessa la costruzione del Presidio di San Francisco, dopo che il luogo era stato scelto da Juan Bautista de Anza nel 1776. Moraga è noto anche per essere il fondatore di El Pueblo de San José de Guadalupe, in seguito diventato San Jose (California).
Moraga fondò San José per ordine di Antonio María de Bucareli y Ursúa, viceré della Nuova Spagna, e dedicò la città a San Giuseppe il 29 novembre 1777, prima città della colonia spagnola di Nueva California, in seguito diventata Alta California. La città serviva come comunità agricola di supporto al Presidio of San Francisco ed a quello di Monterey.
In seguito fu fondata la città di Los Angeles. Neve raccomandò al viceré di stabilire un insediamente nel luogo in cui Padre Juan Crespi aveva incontrato gli indiani. Con l'approvazione di Neve fu concessa l'autorità dal re, Carlo III di Spagna, di fondare El Pueblo de Nuestra Señora la Reina de los Angeles del Río de Porciúncula. Col tempo fu accorciato il nome in Los Angeles, e Neve viene considerato uno dei padri fondatori dell'odierna Los Angeles. Si scontrò spesso con Junípero Serra riguardo alla secolarizzazione delle missioni ed alla ridistribuzione della terra a neofiti e soldati.